# Cinemagraph

Een cinemagraph; het gras op de voorgrond beweegt lichtjes.

Cinemagraphs zijn foto's waarin een kleine en herhaalde beweging optreedt. Ze worden gepubliceerd als geanimeerde GIF of in andere videoformaten en kunnen de illusie wekken dat de kijker naar een animatie kijkt.
Cinemagraphs worden gemaakt door een serie foto's of een video-opname te maken, en met behulp van beeldbewerkingssoftware de foto's of videoframes samen te voegen tot een naadloze animatie. De herhalende en voortdurende beweging in een klein deel van de afbeelding (bijvoorbeeld het bungelende been van een persoon) komt zo in contrast te staan tot de onbeweeglijkheid van de rest van het beeld. 
De term "cinemagraph" is bedacht door Amerikaanse fotografen Kevin Burg en Jamie Beck, die de techniek gebruikten om hun mode- en nieuwsfoto's vanaf begin 2011 te animeren.